# Абайска област
Абайска област (на казахски: Абай облысы) е една от 17-те области на Казахстан, разположена в източната част на страната. Създадена е на 8 юни 2022 г. с указ на президента Касъм-Жомарт Токаев, като територията ѝ е отделена от Източноказахстанска област. За административен център е обявен град Семей. Границите на областта съответстват грубо на Семипалатинска област, която е ликвидирана през 1997 г. и слята с Източноказахстанска област.

## Административно-териториално деление
Абайска област се дели на 10 административни района и 2 града с областно значение.
Райони
1. Абайски район
2. Аксуатски район
3. Аягозски район
4. Бескарагайски район
5. Бородулихински район
6. Жанасемейски район
7. Жармински район
8. Кокпектински район
9. Маканчински район
10. Урджарски район

Градове с областно значинение
- 11. Курчатов
- 12. Семей